# Wybory parlamentarne na Słowacji w 2016 roku
Wybory parlamentarne na Słowacji w 2016 roku – wybory przeprowadzone 5 marca 2016. W ich wyniku Słowacy wybrali 150 posłów do Rady Narodowej. Wybory zakończyły się zwycięstwem rządzącej partii SMER, która jednak utraciła bezwzględną większość w parlamencie. Mandaty poselskie uzyskało osiem ugrupowań, progu wyborczego nie przekroczył m.in. Ruch Chrześcijańsko-Demokratyczny. Frekwencja wyborcza wyniosła 59,82%.

## Wyniki wyborów
| Partia                            | Głosy     | %     | Mandaty | +/− |
| --------------------------------- | --------- | ----- | ------- | --- |
| Kierunek – Socjalna Demokracja    | 737 481   | 28,28 | 49      | –34 |
| Wolność i Solidarność             | 315 558   | 12,10 | 21      | +10 |
| Zwyczajni Ludzie i NOVA           | 287 611   | 11,03 | 19      | +3  |
| Słowacka Partia Narodowa          | 225 386   | 8,64  | 15      | +15 |
| Partia Ludowa Nasza Słowacja      | 209 779   | 8,04  | 14      | +14 |
| Jesteśmy Rodziną                  | 172 860   | 6,63  | 11      | +11 |
| Most-Híd                          | 169 593   | 6,50  | 11      | –2  |
| Sieć                              | 146 205   | 5,61  | 10      | +10 |
| Ruch Chrześcijańsko-Demokratyczny | 128 908   | 4,94  | 0       | –16 |
| Partia Społeczności Węgierskiej   | 105 495   | 4,05  | 0       | –   |
| Słowacka Koalicja Obywatelska     | 21 785    | 0,84  | 0       | –   |
| Partia TIP                        | 18 845    | 0,72  | 0       | –   |
| Partia Zielonych                  | 17 541    | 0,67  | 0       | –   |
| Komunistyczna Partia Słowacji     | 16 278    | 0,62  | 0       | –   |
| SDKÚ-DS                           | 6938      | 0,27  | 0       | –11 |
| Pozostałe                         | 27 487    | 1,05  | 0       | –   |
| Głosy nieważne i puste            | 20 798    | –     | –       | –   |
| Razem                             | 2 648 184 | 100   | 150     | 0   |
| Wyborcy/frekwencja                | 4 426 760 | 59,82 | –       | –   |

### Mapy wyników wyborów

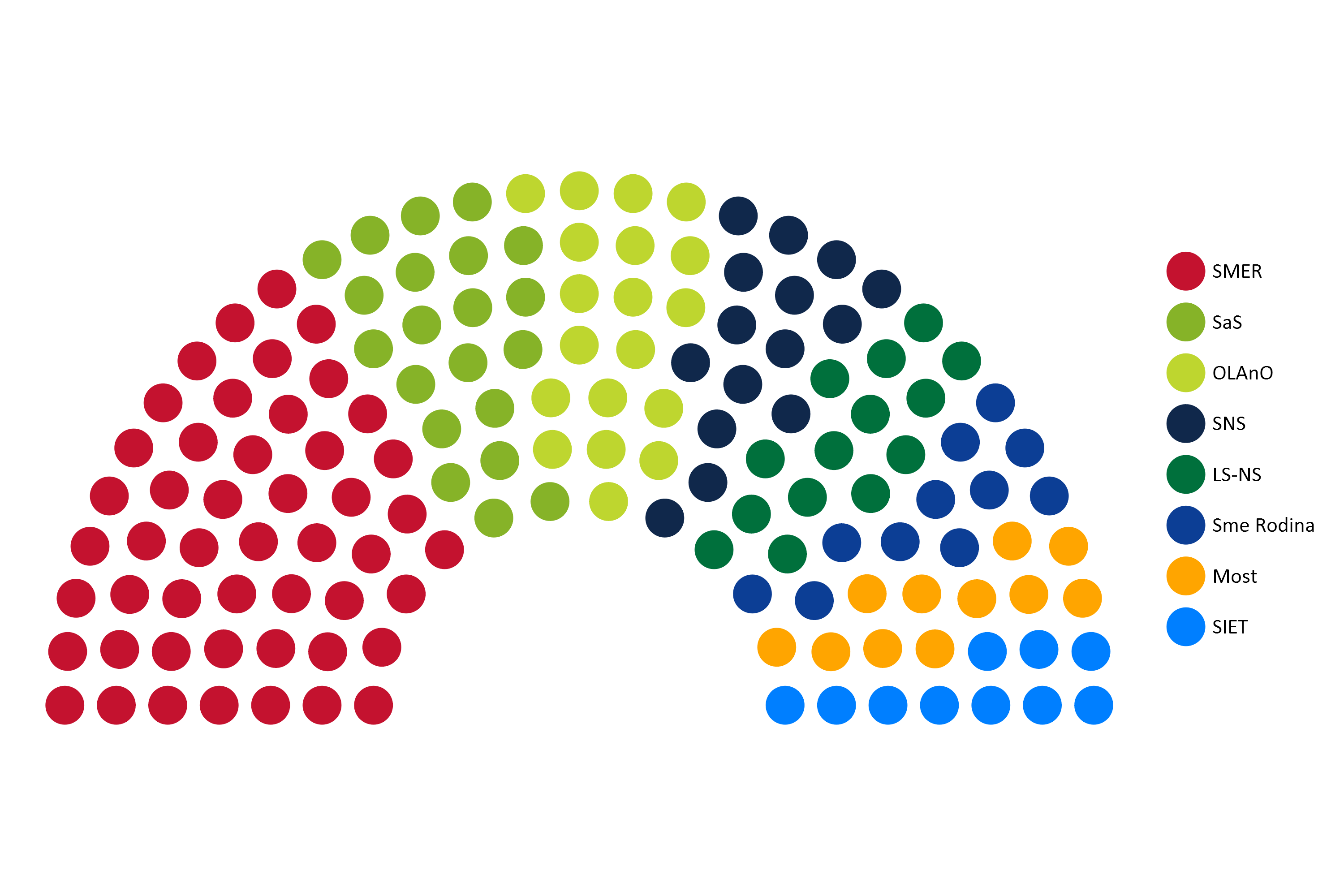
Podział mandatów w Radzie Narodowej po wyborach
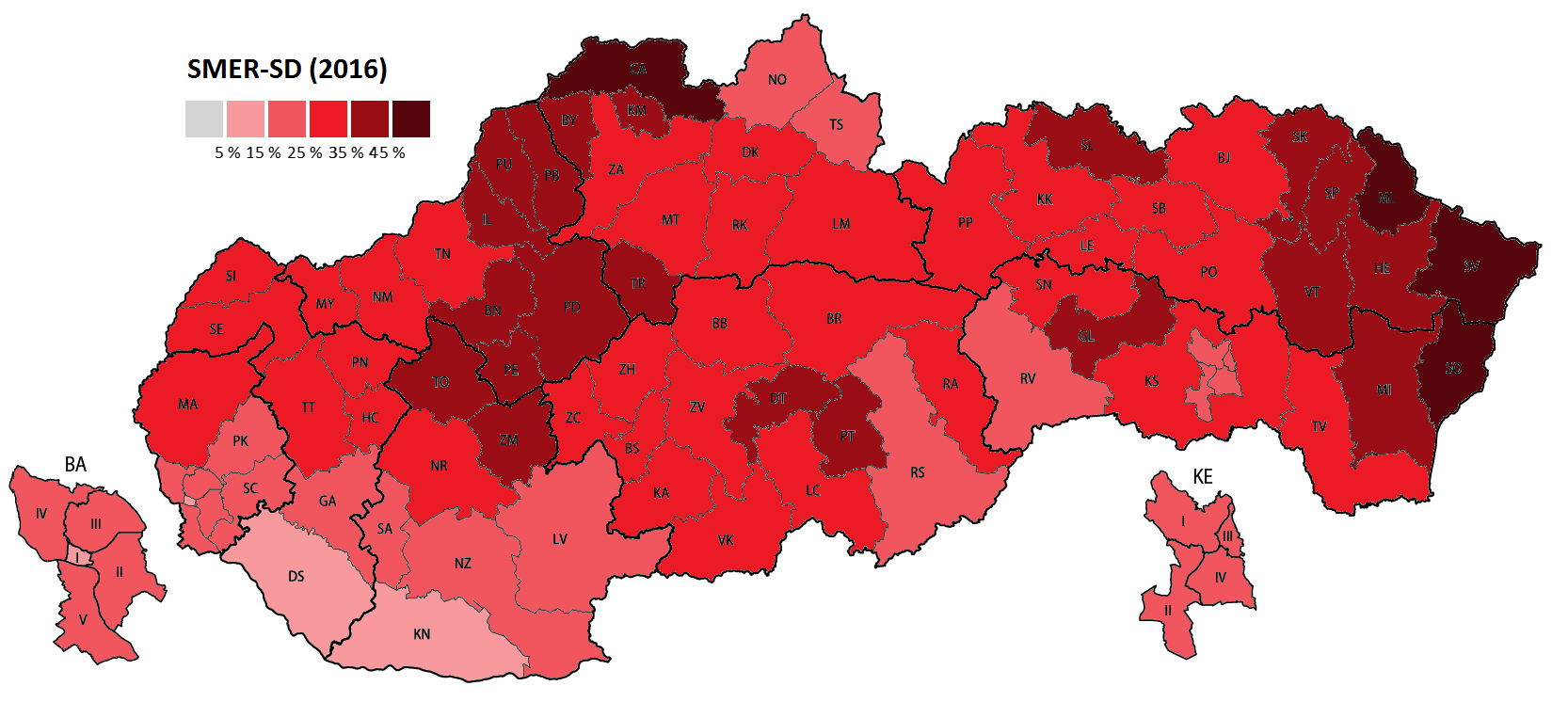
Wyniki partii SMER-SD
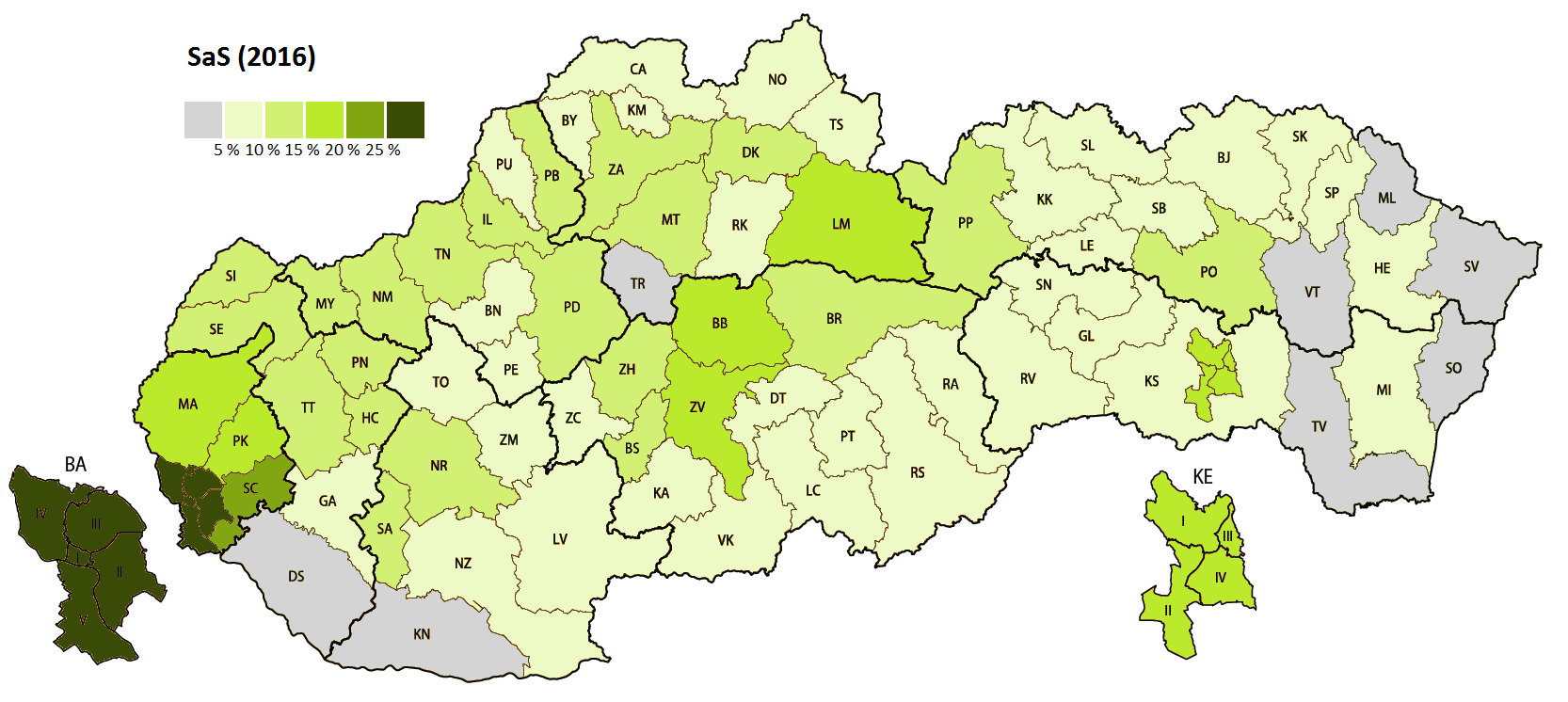
Wyniki partii SaS
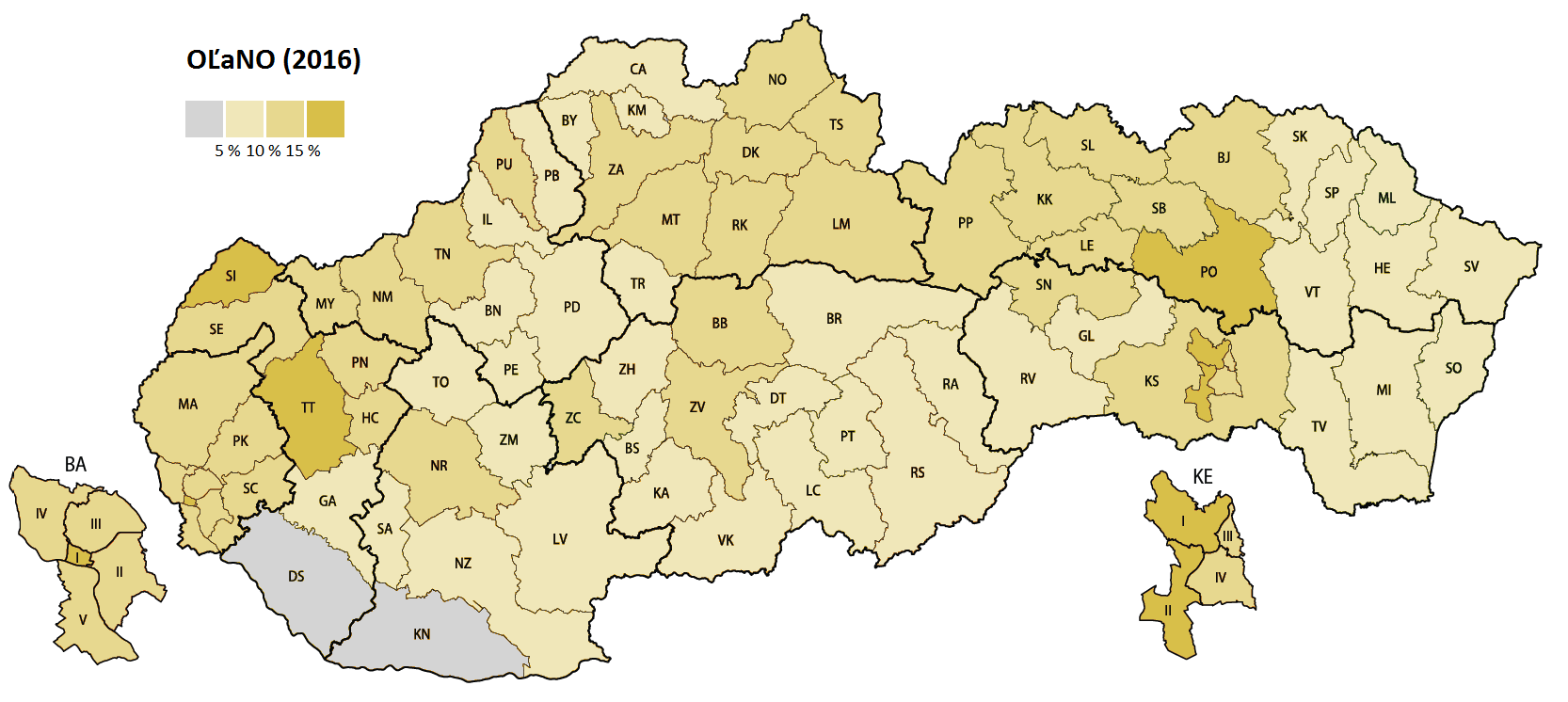
Wyniki partii OĽaNO
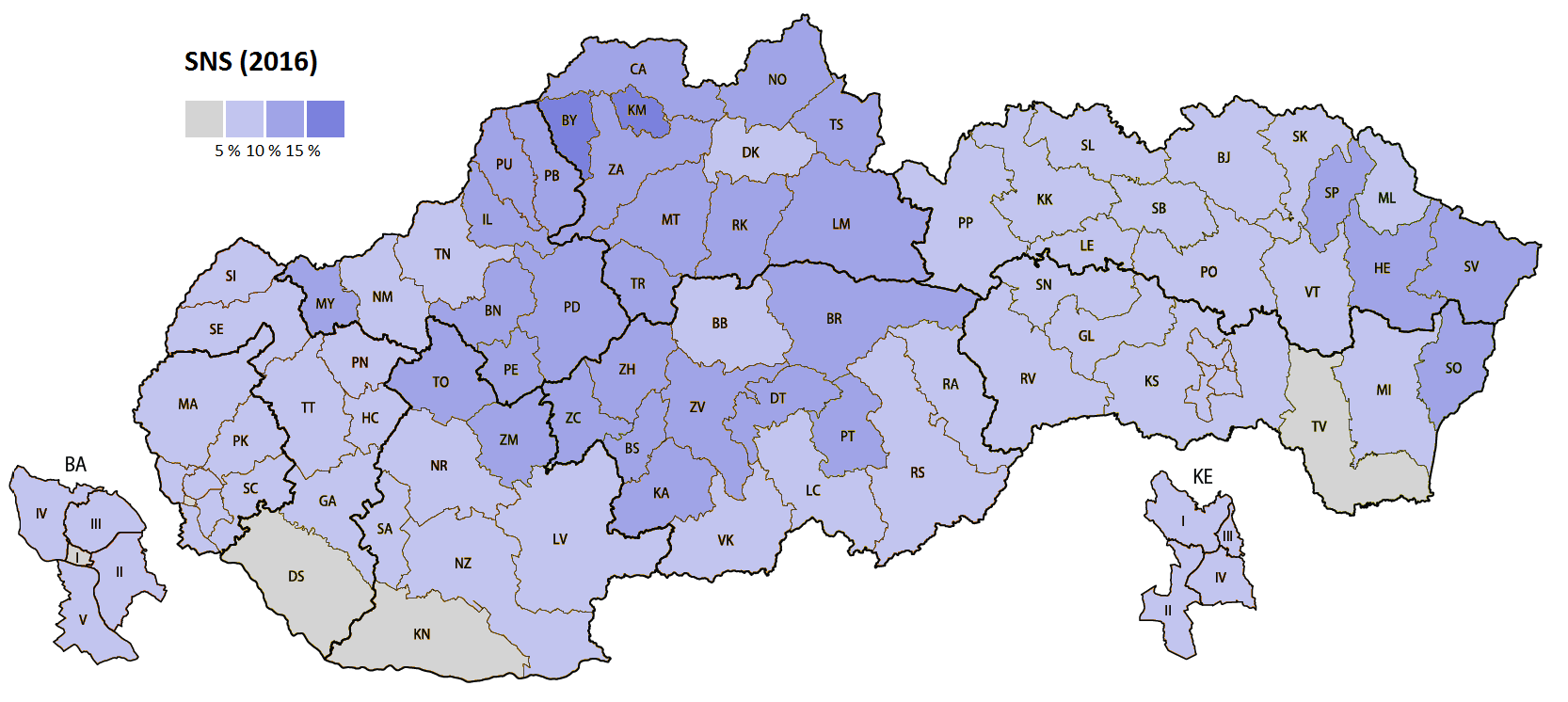
Wyniki partii SNS
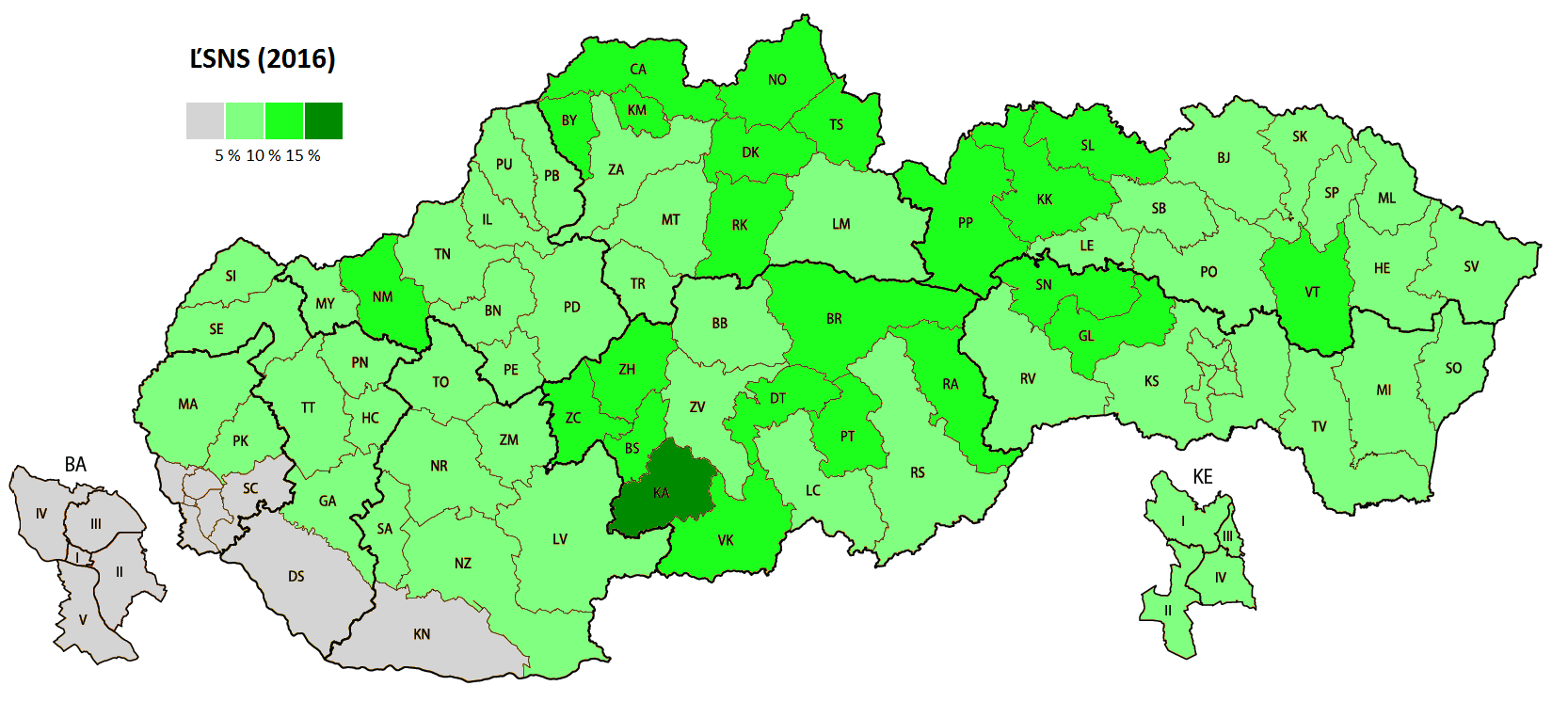
Wyniki partii ĽSNS
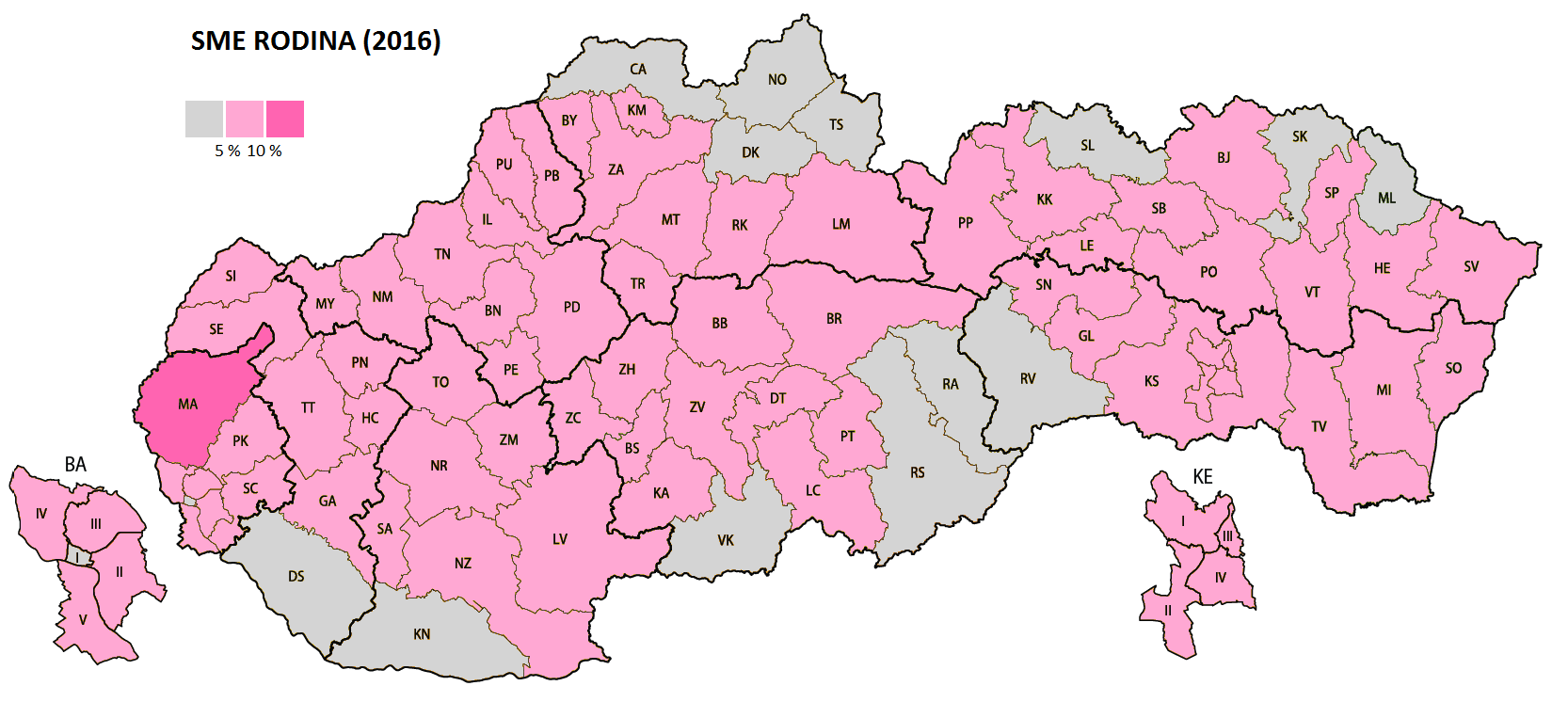
Wyniki partii SME RODINA
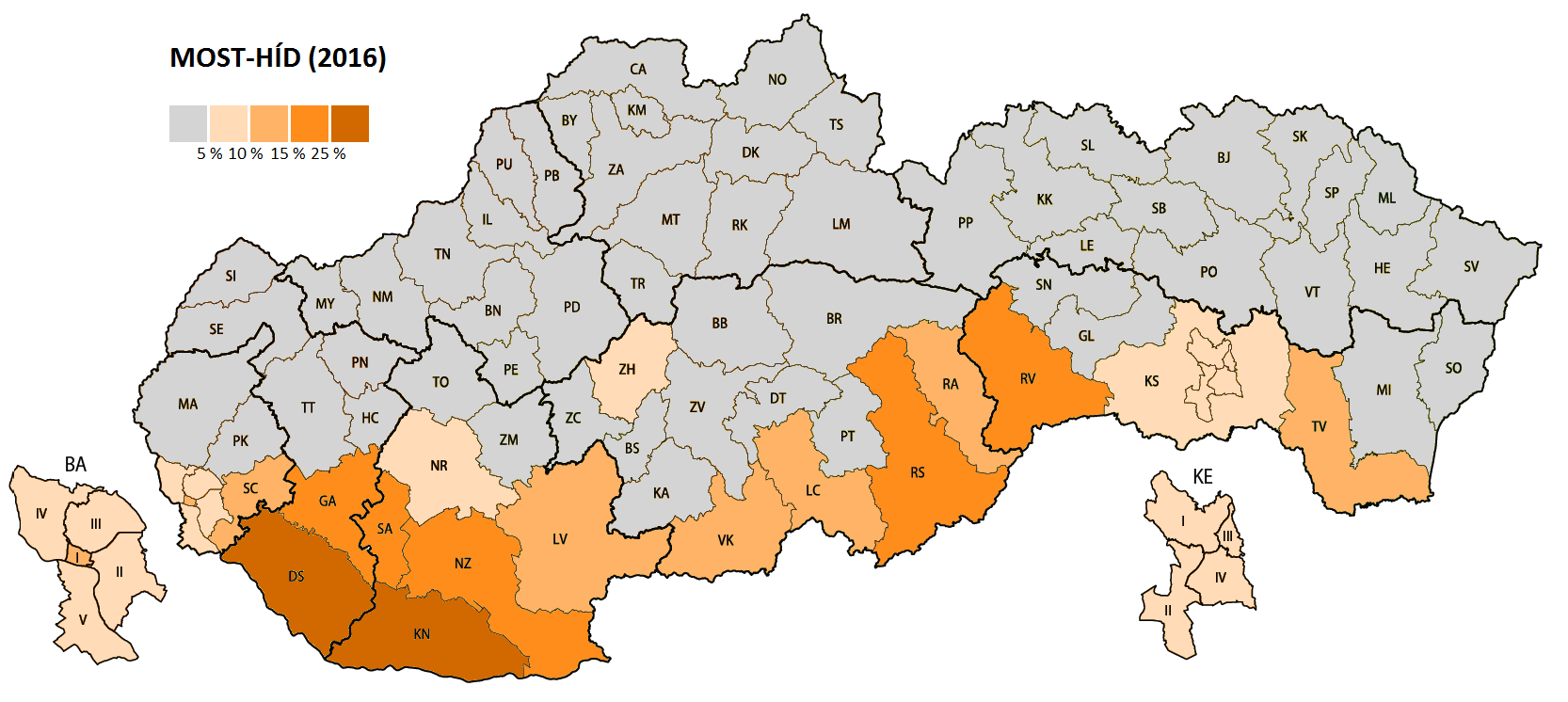
Wyniki partii Most-Híd
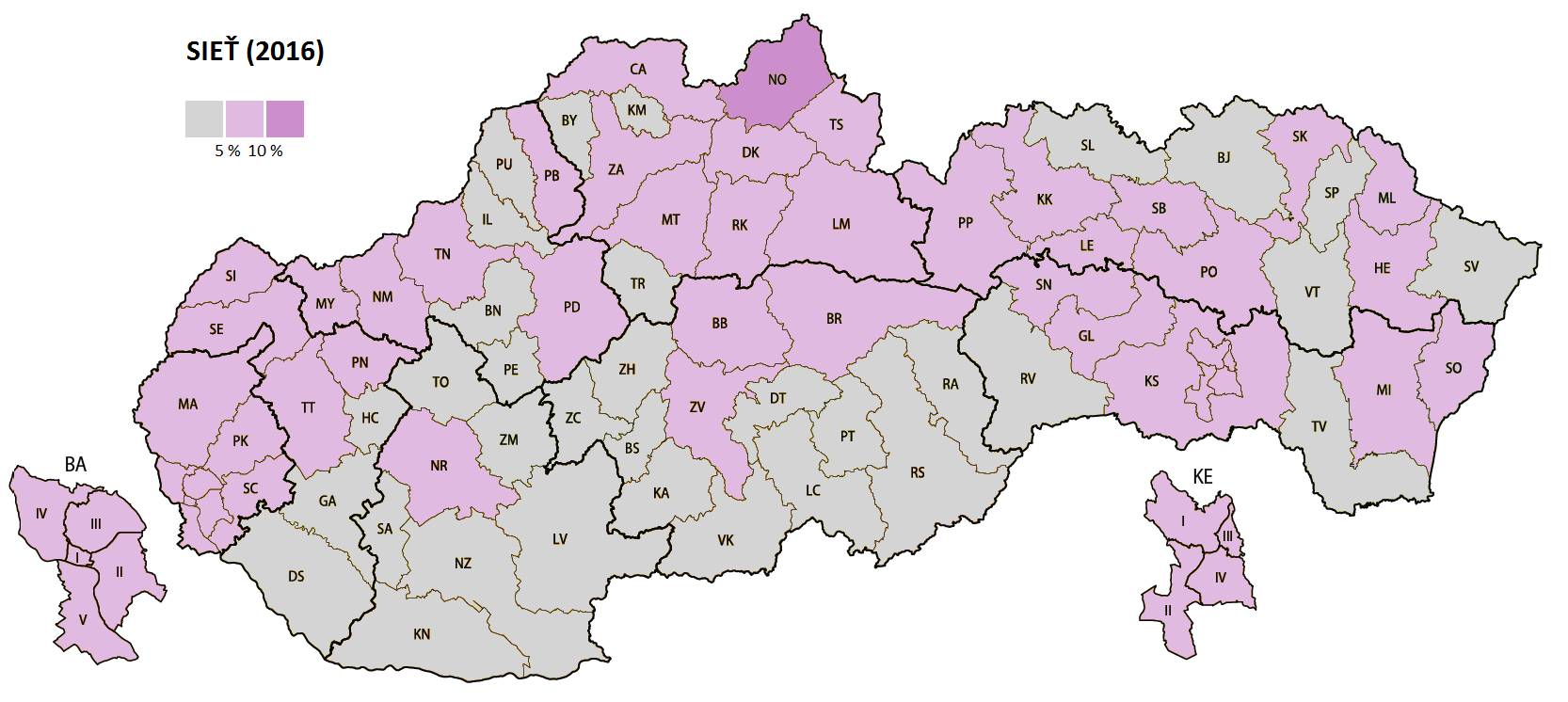
Wyniki partii Sieť
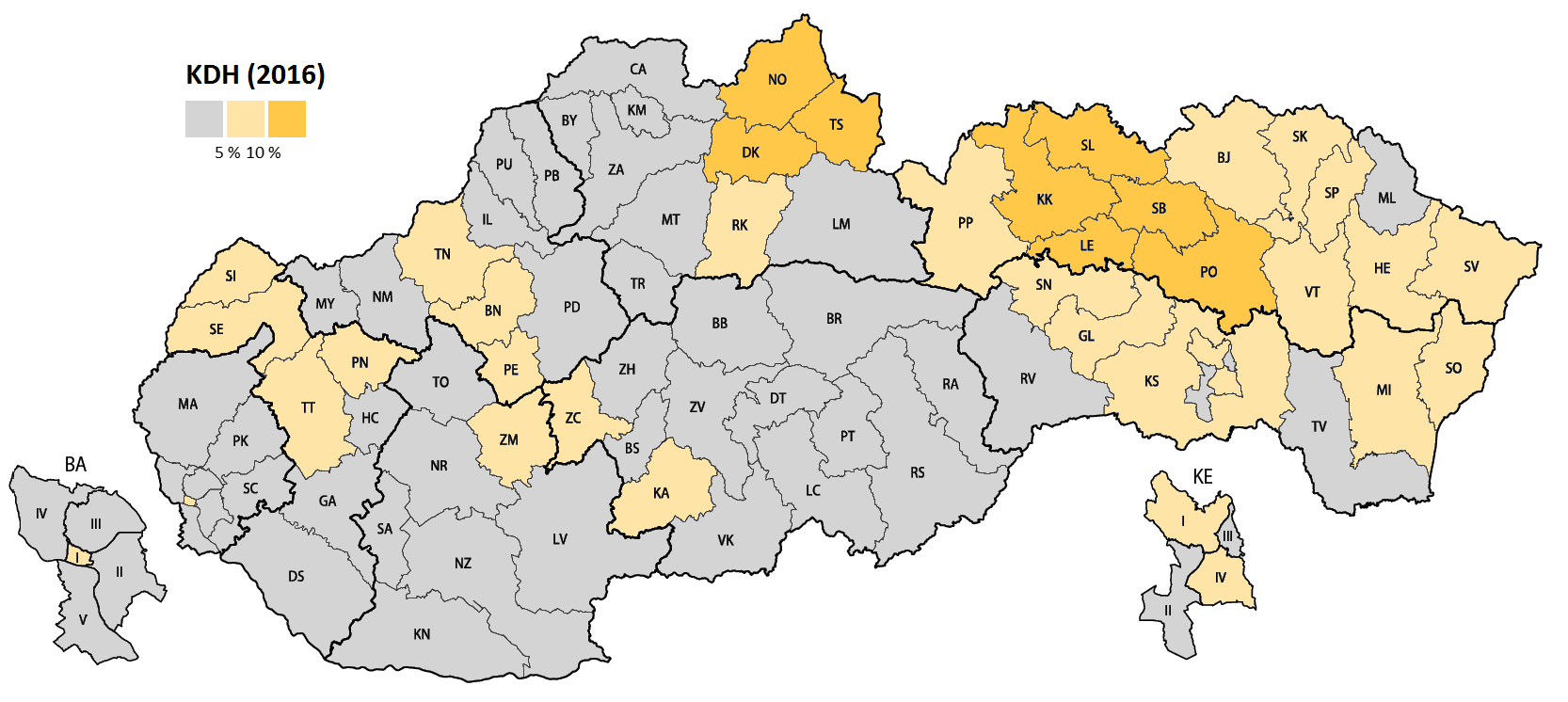
Wyniki partii KDH